# Wim Flight
Wim Flight (De Bilt, 19 december 1955) is een Nederlands voormalig voetballer die als linker middenvelder speelde voor FC Utrecht en NAC .
Flight begon bij FAK uit zijn geboorteplaats waar hij de jeugd doorliep en het eerste team haalde. In 1973 kwam hij na een stage bij FC Utrecht waar hij in het C-team speelde en al snel reserve werd bij het eerste. Hij debuteerde op 11 mei 1975 als basisspeler in het eerste team in de uitwedstrijd tegen FC Wageningen. Flight bleef elf jaar bij Utrecht waarvoor hij 235 wedstrijden speelde. Ook speelde hij acht Europese wedstrijden voor de club uit de Domstad.
In 1984 werd hij door de toenmalig trainer Barry Hughes afgedankt. Flight vertrok naar NAC, waarmee hij in zijn eerste seizoen degradeerde uit de eredivisie. Na nog twee seizoen met de club uit Breda in de eerste divisie sloot hij zijn loopbaan in het betaalde voetbal in 1987 af. 
Hierna speelde Flight nog bij de amateurs van VV EWC en na nog een seizoen bij zijn oude liefde FAK hing hij zijn voetbalschoenen definitief aan de wilgen.